# Plagiochila corniculata
Plagiochila corniculata là một loài rêu trong họ Plagiochilaceae. Loài này được Dumort. mô tả khoa học đầu tiên năm 1835.